# Orfeão de Castelo Branco
O Orfeão de Castelo Branco é um grupo coral sediado na cidade de Castelo Branco, em Portugal. Fundado a 22 de Junho de 1957, por iniciativa do Clube de Castelo Branco, sob a regência do Padre Horácio Nogueira. Desde então o grupo tem como missão a promoção e divulgação da música coral, destacando-se na interpretação tanto de obras clássicas, litúrgicas, quanto de repertórios populares. Ao longo dos anos, o Orfeão tem participado em diversos festivais e eventos culturais, contribuindo para a valorização do património da musical local.

## Descrição
Consiste num sociedade recreativa de canto coral albicastrense, com sede no Cine-Teatro Avenida. Canta num variado leque de géneros, incluindo a música clássica, moderna e tradicional portuguesa, «apostando em estilos e temáticas variadas, desde a música popular aos temas clássicos, litúrgicos, pop». O coro foi considerado pela Rádio Castelo Branco como «o ex-líbris do concelho», tendo sido um «embaixador artístico da cidade» noutros pontos do país e no estrangeiro, através dos seus concertos. Marcou presença em vários festivais de música coral e encontros de coros, tendo igualmente feito intercâmbios com outros grupos deste género. Participou igualmente em vários programas de rádio e de televisão, e nos concertos Música e Poesia e Encontro com a Ópera.

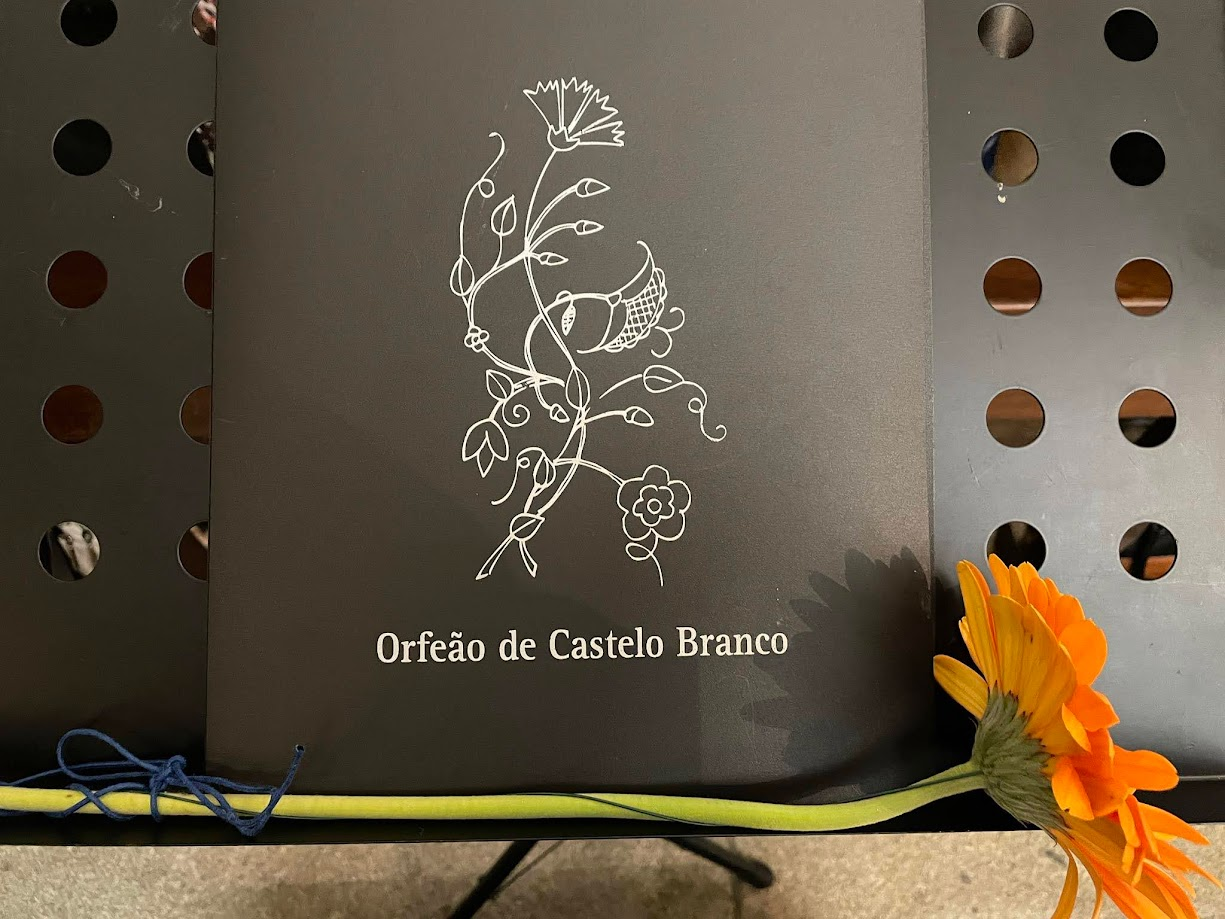
Capa do orfeão (o desenho é inspirado nos famosos bordados albicastrenses).

O orfeão tem uma presença marcante no concelho, em cooperação com a Câmara Municipal e as freguesias locais, incluindo a realização de concertos em várias aldeias no âmbito da iniciativa Por terras de Xisto e Granito, nas comemorações anuais da Revolução de 25 de Abril, e nos eventos Dia dos Sinos e Janeiras na Freguesia. Destaca-se também a sua participação em galas solidárias e concertos de Natal, e a sua colaboração com outros artistas e grupos musicais, tanto no concelho como a nível nacional, como a Banda de Música da Força Aérea, o Orfeão Inmezzo de Castelo Branco, e Luísa Sobral.

## Atualidade

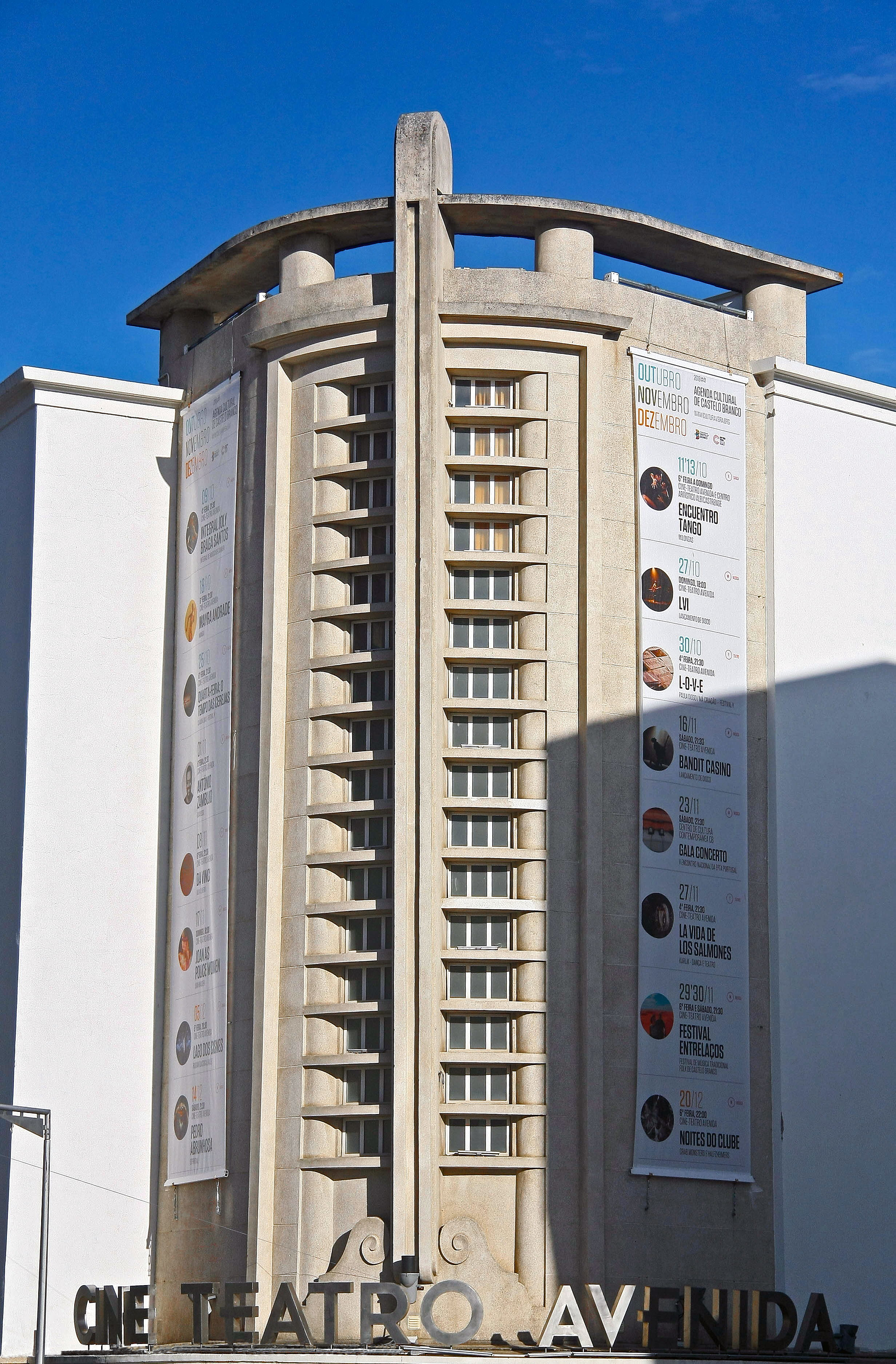
Vista do Cine-Teatro Avenida, em 2019

O Orfeão de Castelo Branco realiza diversos espetáculos não apenas a nível regional, mas nacional e internacionalmente. À semelhança de outras coletividades, conta com o apoio do poder local, incluindo a Câmara Municipal de Castelo Branco e a Junta de Freguesia de Castelo Branco. Esses apoios são essenciais para a realização de suas atividades culturais e comunitárias, fornecendo recursos financeiros, logísticos e infraestruturais.
Anualmente o reportório gira num ciclo musical que se inicia com as tradicionais janeiras, passa por uma série de espetáculos ao longo do ano, com pontos altos durante o aniversário e culmina com celebrações natalícias. Habitualmente, destacam-se um ou dois concertos de relevo ao longo do ano, especialmente fora. No geral o orfeão participa em 25 a 40 concertos por ano, com temáticas bastante diversificadas.

#### Horários de Atividade
O Orfeão de Castelo Branco realiza ensaios semanais às segundas e quintas-feiras úteis, das 21:15h às 23h, nos pisos superiores do Cine-Teatro Avenida. Tendo uma pausa durante os meses de Verão, retomando os ensaios em meados de Setembro, como anunciado na página do Orfeão.

## Maestros titulares
A lista a seguir apresenta os maestros titulares que dirigiram o orfeão ao longo dos anos: 
- Padre Horácio Nogueira (1957 - 1958)
- Padre João da Rosa Velez (Jan. 1959 - Jul. 1959)
- Serafim Nunes Chamusca (Out. 1959 - Jun. 1961)(p.48)[10]
- Padre Joaquim Milheiro Valente (parcialmente) (c. Out.1961)
- Prof. João de Almeida (c. Jan. 1962)
- Sem regente (p.81-84)[9] (c. 1961 - 1964)
- Prof. Carlos Gama (Jul. 1964 - 1995)
- Jorge Correia (1996 - 1997)
- Ema Casteleira (1997 - 2010)
- Rui Barata (2010 - Presente)

## Direção
Inicialmente em 1957 o orfeão estava sobre a direção do clube de Castelo Branco, sendo o presidente João Silva. A comissão organizadora do orfeão era constituída por Vasco Correia de Sá, Joaquim dos Santos Pires, Álvaro de Castro, Manuel Dias e João Borges Pires.
Tornou-se uma associação cultural independente a 12 de Outubro de 1973 com a aprovação dos estatutos do orfeão. Aprovado em Diário da República de 1 de Março de 1974.
A direção do orfeão é eleita em assembleia pelas orfeonistas:
- Simão Ferreira (c. 1974)
- José Ventura Balonas (c. 1982) [11]
- Simão Ferreira (c. 1991)
- Orfeonista Ana Maria Gordino (c. 2006-2007)[13]
- Arminda Teixeira (c. 2010).[14]
- Orfeonista Ismael Reis (2019-2021).[15]
- Orfeonista Daniel Martins. (Desde 2011 até 2025, excepto 2019-2021).[16]
- Orfeonista Emília Rodrigues. (Desde 2025)

## Fundação

### O Primeiro orfeão de 1930
O primeiro Orfeão de Castelo Branco, que se estreou em 16 de Fevereiro de 1930. foi organizado por César Antunes, Sousa Vieira e o Capitão Piedade. Este mesmo orfeão foi apresentado com o discurso de abertura por parte do Dr.º Jaime Lopes Dias. Teve uma efémera existência dissolvendo-se após 4 anos. Que anos mais tarde voltaria novamente a discursar perante a segunda versão do orfeão.

### O nascimento do atual Orfeão de Castelo Branco em 1957[9]
"Ah! Castelo Branco é uma terra bonita, está uma cidade linda, mas morta (...)" - Citação de Eugénia Lima
A 3 de Junho de 1956, Castelo Branco recebeu na estação de comboios da cidade uma embaixada musical oriunda do Ribatejo, orfeão Scalabitano, orquestra típica Scalabitana, banda dos bombeiros voluntários de Santarém, entre muitos outros agrupamentos culturais ribatejanos. A sua visita motivou e impulsionou os albicastrense a renascer das cinzas o Orfeão de Castelo Branco. O extinto grupo cenográfico do Orfeão, o extinto cine-clube  e a formação da Orquestra Típica Albicastrense. Todas estas estes empreendimentos faziam parte do então chamado Círculo Cultural de Castelo Branco, fruto das diversas reuniões de várias associações e da autarquia para o renascimento cultural da cidade.
A sua formação começou nos primeiros dias de Janeiro de 1957, sobre a alçada do Clube de Castelo Branco, sobre a regência do Padre Horácio Nogueira, 90 candidatos masculinos a orfeonistas se apresentaram. Havia ensaios 3 vezes por semana ao final do dia nas salas do clube. Sendo o horário repartido pelos 4 naipes existentes: Baixos, primeiros tenores, segundos tenores e barítonos. O reportório dos ensaios tinha partes de Beethoven, Wagner, Offenbach e do folclore da Beira Baixa.

### O grupo cenográfico do Orfeão
Dirigido pelo orfeonista Álvaro de Castro (dramaturgo) formou-se um grupo cénico. Acompanhado por uma orquestra instrumental. Teve um papel relevante na implementação do orfeão que espelhavam o quotidiano e sentimentos da cidade.

### 22 de Junho de 1957 - O primeiro espetáculo público

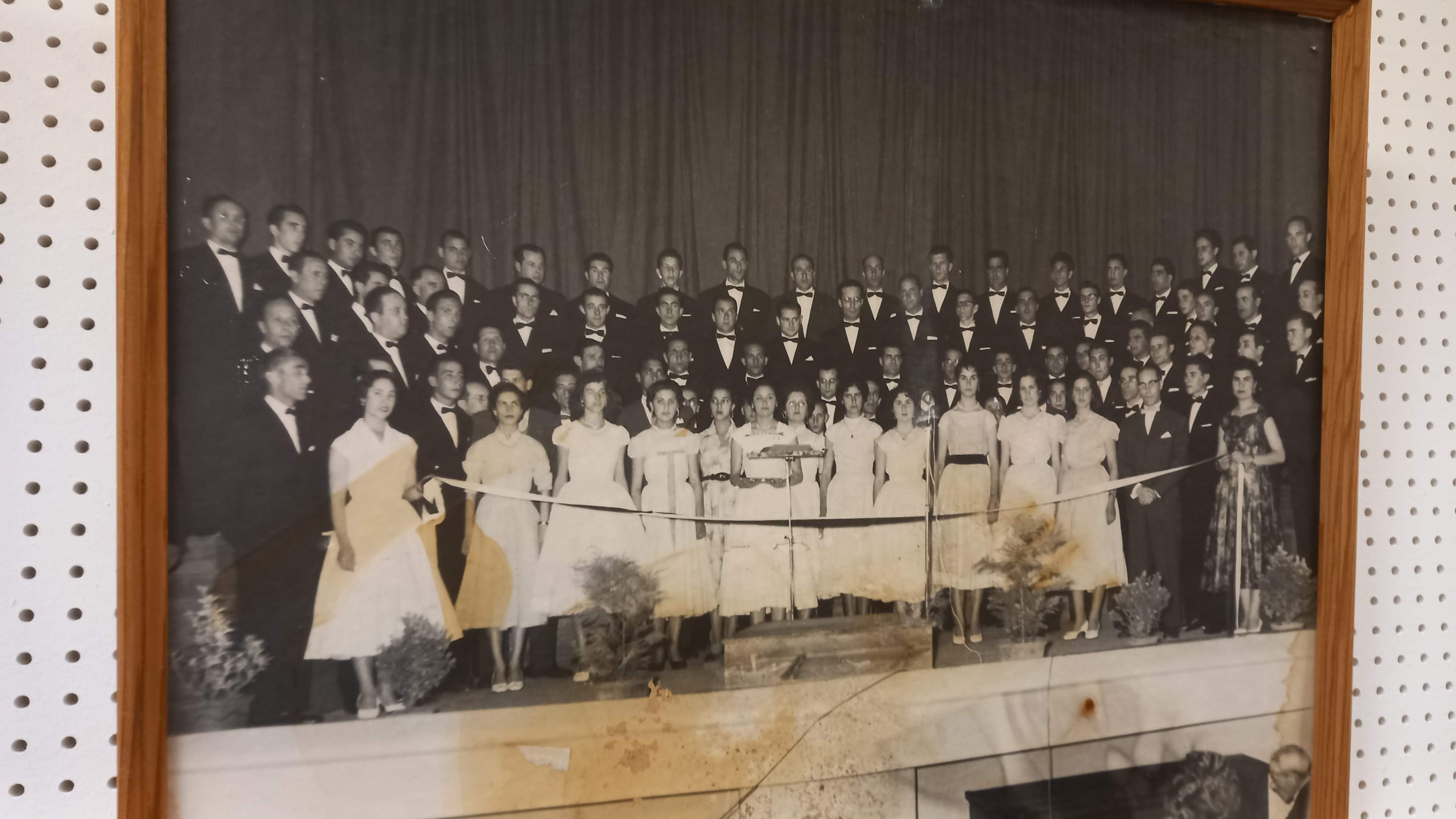
Quadro com a foto do Sarau de estreia do orfeão (existente na sede do orfeão). Presentes os orfeanistas, juntamente com o grupo cenográfico (elementos femininos em vestido branco e masculinos em fato acinzentado). Ainda se vê a fita por cortar.

O grupo coral teve o seu espetáculo inaugural a 22 Junho de 1957 no ainda novo Cine Teatro Avenida inaugurado em 1954, esta data é festejada anualmente pelo Orfeão, como data de início de atividade e fundação.

#### Discurso de abertura
O evento abriu com o discurso do Dr.º Jaime Lopes Dias, conhecido etnográfico, intitulado "Renascimento Musical".

Despontava novamente uma nova oportunidade para uma cultura musical em Castelo Branco. No final do discurso mais controverso citou o poeta Afonso Lopes Vieira:  
«... não o assustava demasiadamente que tantos portugueses não soubessem ler, penalizava-o mais que não soubessem cantar (...) se todos soubessem ler, quem sabe o uso que eles fariam de esse utensílio que a leitura representa; mas se soubessem cantar, reunindo-se em orfeões, com certeza entre eles existiria espírito de educação, e o sentimento da unidade moral, elementos primaciais para o rejuvenescimento do ambiente educativo da grei ...» 
Terminando com um verso próprio: "Quero cantar, ser alegre, que o ser triste não faz bem: Nunca se viu a tristeza dar de comer a ninguém."

#### Espetáculo
Seguiu-se a apresentação do novo estandarte do orfeão. A haste metálica foi oferecida pela antiga Auto Mecânica da Beira, e o trabalho de bordado das insígnias realizado pelas bordadeiras da antiga loja albicastrense de máquinas Oliva. O Desenho foi da autoria de Eurico de Sales Viana, segundo jornais da época, ou pelo desenhador Joaquim Marques da Auto Mecânica da Beira. O espetáculo foi patrocinado por 38 entidades comerciais da cidade. Prestou-se ainda uma homenagem ao primeiro orfeão da década de 30.
O palco composto por 70 orfeonistas masculinos, mais 30 figurantes do grupo cénico. Iniciou o reportório com:
- Senhora do Almortão, cantiga de romaria;
- trecho de Apassionata, Beethoven
- Offenbach - Barcarola, "Contos de Hoffmann";
- Le Tambourin, Remeau
- Canção da Borboleta, Brahms
- Coro dos Peregrinos (Tannhäuser), Wagner

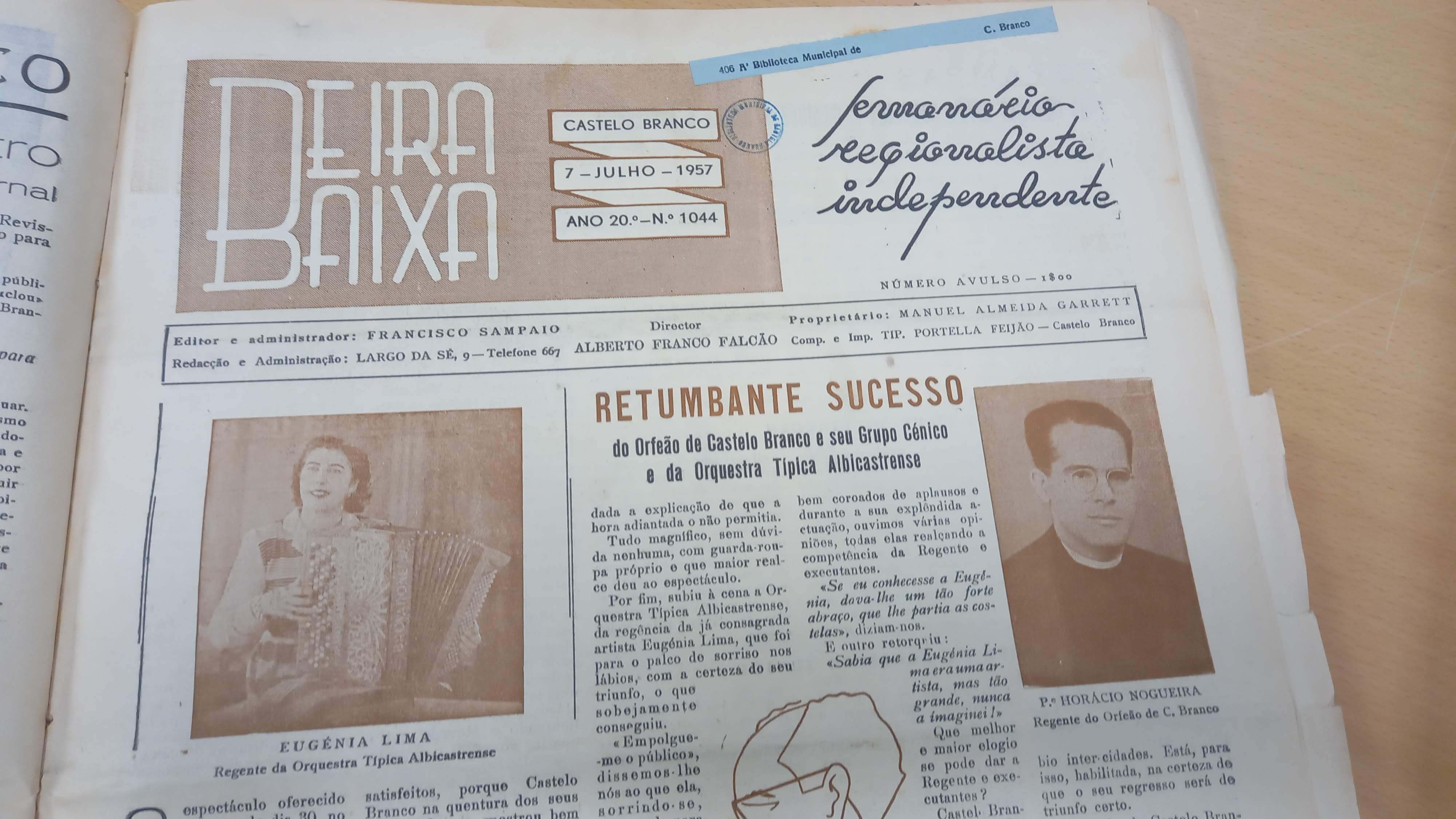
Manchete do extinto Jornal Beira Baixa de 7 de Julho de 1957 sobre a atuação dos novos grupos musicais de Castelo Branco

A última parte da festa foi preenchida com a revista "Bordados de Castelo Branco" com o grupo cenográfico do orfeão retratando a aspectos da vida em Castelo Branco.
No seu diário a 23 de Junho, em Alcains, Horácio Nogueira descreve que este serão foi dos mais felizes da sua vida. Não por vaidade, mas por sentir que todo o esforço em erguer o orfeão tinha sido recompensado. Conta que os orfeonistas estavam delirantes e que o espetáculo tinha corrido lindamente. Descreve a aceitação positiva do público e a visita de familiares de Góis. Recebeu incontáveis ovações e abraços, foi presenteado com um relógio e deu graças a Deus por esse dia.

## História

### 1957 - 1958

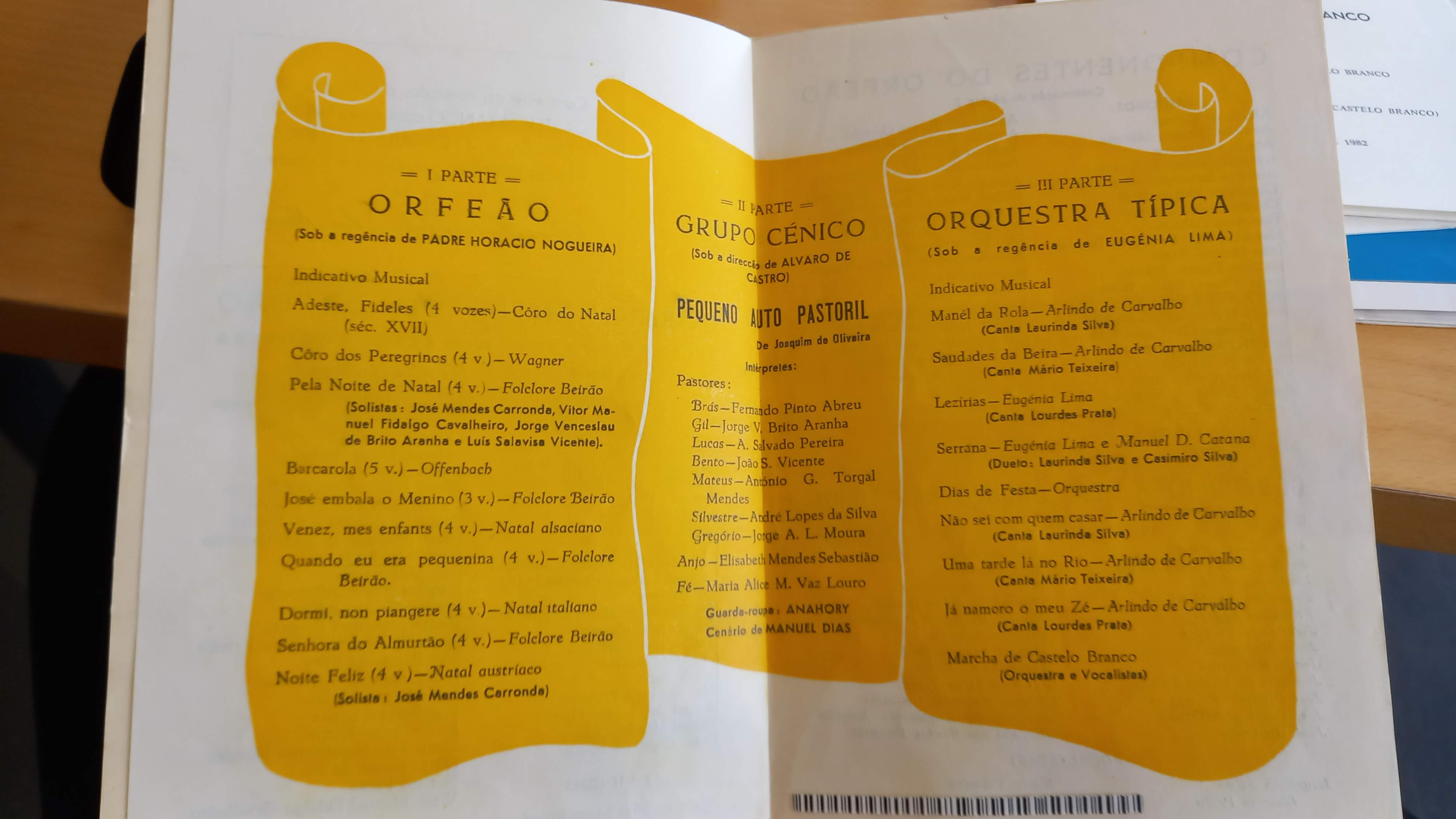
Pormenor do programa do Sarau de Boas Festas, de 1958.

O maestro Padre Horácio Nogueira dirigiu o orfeão até finais de 1958. A 22 de Junho de 1957, o orfeão estreou-se no seu Sarau de Estreia, como descrito na sua fundação.
A 4 de Janeiro de 1958, o orfeão e seu grupo cénico organizou conjuntamente com a OTA, um Sarau de Boas Festas no Cine-Teatro Avenida. Introduzindo novos temas por altura do Natal, como descritos no programa.
Em finais do Verão de 1958, Horácio Nogueira anunciou que iria partir para Angola, enveredando por um vida de missionário na diocese de Malanje. Realizou-se em Outubro de 1958 um Sarau de despedida do maestro. (p. 54)

### 1959-1963
Após este período, vários regentes passaram pelo orfeão, embora por curtos períodos, até 1964. (p.81-84)
Destaca-se o maestro Serafim Nunes Chamusca, que, em 1961, procurou introduzir vozes femininas no grupo. Nesse ano, catorze mulheres orfeonistas juntaram-se aos elementos masculinos, tendo o grupo realizado uma atuação na Sé de Castelo Branco, no Domingo de Páscoa. No entanto, esta formação mista foi de curta duração, dissolvendo-se rapidamente devido a alterações na regência e à falta de coesão entre os membros.
Com a saída do maestro Serafim Nunes Chamusca em junho, a direção do Clube de Castelo Branco não conseguiu resolver a questão da falta de regente. Em artigos de opinião publicados na imprensa local, o cronista Paulo Valmor (pseudónimo) criticou essa ausência, sublinhando que, mesmo com o regente anterior, apenas se realizavam dois ensaios por semana. A sua crítica, entre muitas mais que se seguiram, gerou uma intensa troca de respostas entre a direção do clube, os orfeonistas e outros agentes culturais da cidade durante o Verão de 61.
Seguiu-se um período de inatividade do orfeão. (p.81-84)

### 1964 - 1970
A 26 de Fevereiro 1964 era notícia no extinto jornal da Beira Baixa, em entrevista ao presidente do clube de Castelo Branco, Francisco Nunes Freixo, que o Orfeão, por desejo de muitos albicastrenses e da direção, iria ressurgir após ter estado cerca de 3 anos sem regente. Muitos ansiavam o retorno do Padre Horácio Nogueira. No número seguinte do jornal, era anunciado para a regência do Orfeão o maestro Carlos Gama, que dirigia na altura o coral feminino do Liceu de Nuno Álvares de Castelo Branco. Este tomaria a regência do Orfeão e da OTA e teria uma influência cultura relevante na cidade e na região nos anos vindouros. Os ensaios decorriam então na biblioteca do liceu, onde o maestro era professor de canto coral. Introduziu o uso de partituras musicais aos orfeonistas, retorquindo que o orfeão não é um grupo etnográfico, mas um agrupamento de elevado nível artístico-musical. (p.84-87)
A 30 de Junho de 1965, o orfeão voltou aos palcos albicastrenses, sendo os membros exclusivamente masculinos, actuou no cine teatro-avenida. Desde então, não voltou a interromper a sua atividade. Carlos Gama continuaria no leme do orfeão durante mais 30 anos. (p.86-87)

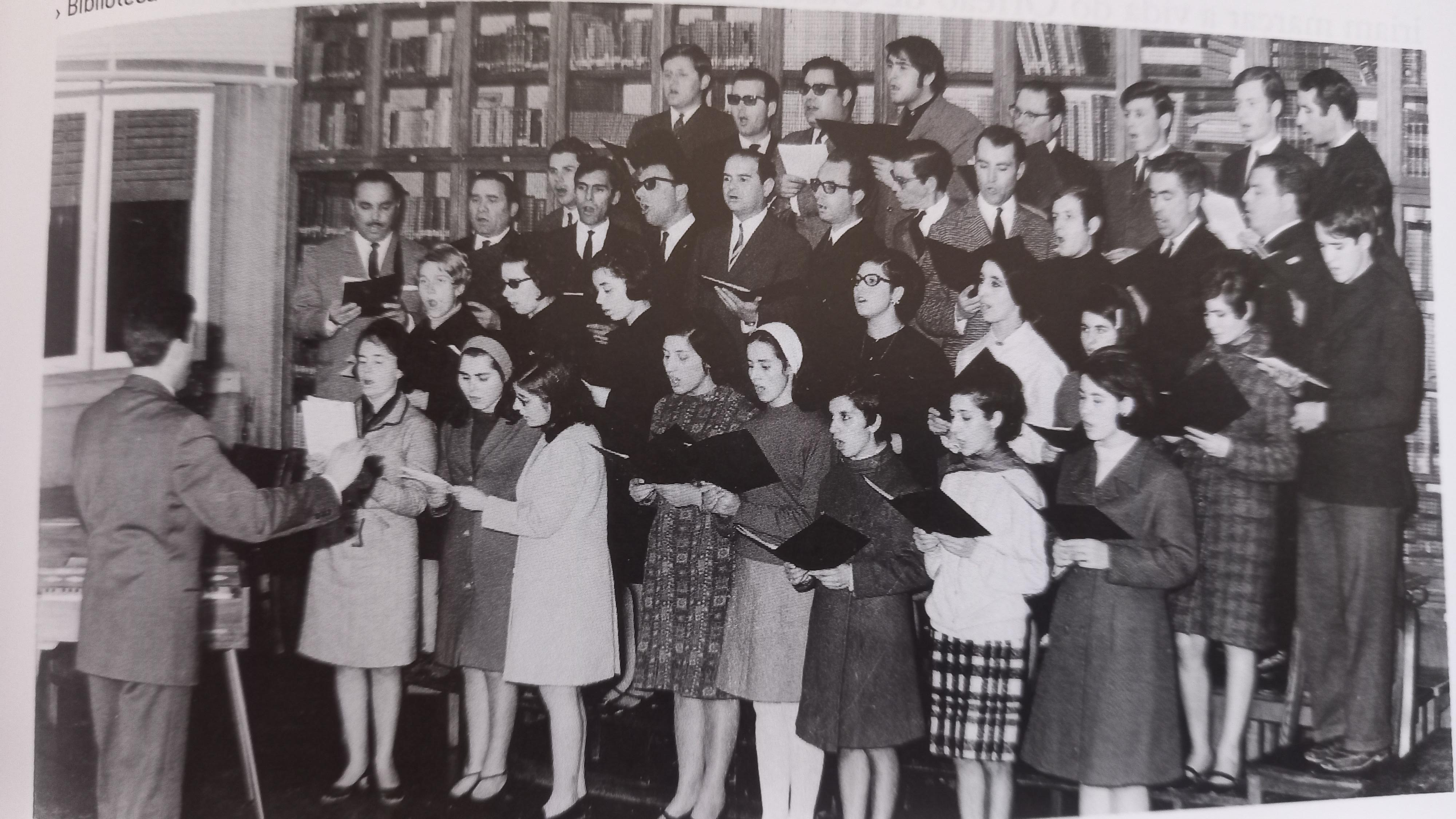
Fotografia do 1º ensaio do Orfeão de Castelo Branco em Janeiro de 1968, na nova composição técnica de 4 naipes.

No final da década de 1960, o maestro Carlos Gama procedeu a uma remodelação técnica do Orfeão, transformando-o num coro de vozes mistas com a integração de 25 novos elementos femininos. Esta mudança está documentada no jornal Reconquista, de 3 de fevereiro de 1968. A partir dessa altura, o Orfeão passou a ser constituído até ao presente por quatro naipes: baixos, tenores, contraltos e sopranos. (p.94-96). A sua primeira atuação aconteceria a 11 de Junho de 1968 no Cine-Teatro Avenida
Durante a sua regência, o Orfeão foi responsável pela organização dos primeiros concertos coral-sinfónicos, que foram depois repetidos noutras cidades do país, como Lisboa, Covilhã, Guarda, Portalegre e Estremoz. Estes concertos contaram com a participação de algumas das maiores figuras do canto português, tais como Elsa Saque, Helena Vieira, Izete Bayan e Fernando Serafim, e de diversas orquestras, como a Orquestra Sinfónica da ex-Emissora Nacional e a Orquestra de Câmara do Porto.

### 1971 - 1980
A 22 de Março de 1971 durante o bicentenário da cidade de Castelo Branco. O registo mais antigo conhecido do Orfeão em vídeo sob a direção do maestro Carlos Gama, mostra uma atuação perante o então Presidente da República, Almirante Américo Tomás. O evento contou também com a participação da Orquestra Sinfónica da Emissora Nacional, da acordeonista Eugénia Lima e da Orquestra Típica Albicastrense (OTA). O vídeo, atualmente disponível no arquivo da RTP, não possui som. O orfeão cantou o Hino Nacional, e executou diversos trechos de Verdi, Mozart, Massenet, Puccini, Donizetti, Haendel e alguns arranjos do maestro. Com especial enfâse à obra Va Pensiero de Verdi.(p. 109)
A 1 de março de 1974, pouco antes do 25 de Abril, foram publicados em Diário da República os estatutos do Orfeão de Castelo Branco, tornando-se este numa associação independente do Clube de Castelo Branco.
No dia 17 de julho de 1977, o Orfeão de Castelo Branco participou no programa "Danças e Cantares da Beira Baixa", transmitido pela RTP e apresentado pelo etnólogo Tomás Ribas. O evento decorreu no Coliseu dos Recreios, em Lisboa, e reuniu vários grupos tradicionais e relevantes da região. Sob a direção do maestro Carlos Gama, o Orfeão interpretou um trecho dos Caçadores, pelo compositor Carl Maria von Weber, sendo esta a gravação audiovisual mais antiga conhecida do grupo. A ocasião contou ainda com a presença do Presidente da República, General Ramalho Eanes, e da sua esposa, Manuela Eanes, destacando a importância cultural do espetáculo. No total foram interpretadas pelo Orfeão 7 peças incluindo alguns temas de folclore.(p.130)

### 1980 - 2000

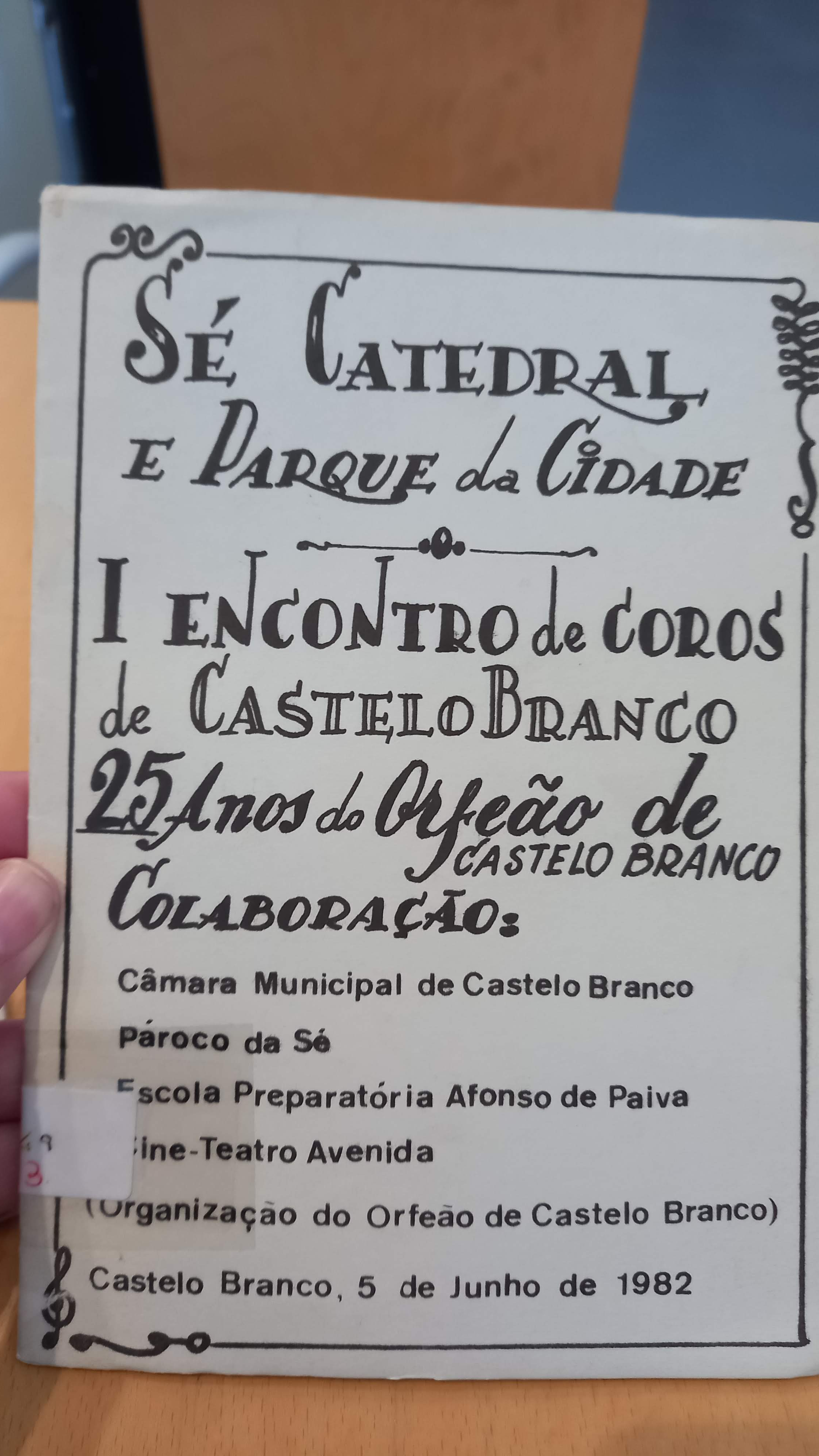
1º Encontro de Coros de Castelo Branco, organizado pelo orfeão em 5 de Junho de 1982. Contém um resumo relevante do percurso do orfeão até à data.

Em 5 de Junho de 1982 realizou-se na Sé Catedral e Parque da Cidade, o 1º Encontro de Coros de Castelo Branco organizado pelo orfeão, por ocasião dos seus 25 anos. Além do orfeão, com os seus 72 elementos. Participaram o grupo coral da Guarda, grupo coral de Proença-a-Nova, o orfeão de Santarém, o orfeão da Covilhã e o orfeão de Viseu. Com a presença da Orquestra de Câmara do Porto. No final do espetáculo, no parque da cidade, todos os coros se reuniram para uma atuação conjunta, num total aproximado de 300 vozes. Interpretaram 6 temas, sendo cada um deles dirigido pelo seu maestro. (p. 160)
Por volta de 23 de Abril de 1984, o Orfeão de Castelo Branco participou no Festival Internacional de Canto Coral em Gif-sur-Yvette, França, a convite da Associação Cultural Portuguesa de Les Ulis e do Office de Tourisme de la Vallée de Chevreuse, no departamento de Essonne.
Nas comunas de Paris, a recepção do público, composta maioritariamente por emigrantes portugueses, foi entusiástica e calorosa. O festival contou ainda com a participação do coral francês À Cœur Joie, de Orsay, e a Orquestra de Câmara Archangelo. O Orfeão apresentou-se em diversos concertos, incluindo atuações em Gif-sur-Yvette, Chevry, Les Ulis e Maisons-Alfort, com um repertório que integrou música sacra, clássica e tradicional portuguesa. Destacaram-se peças como Sanctus, de Filipe de Magalhães, Ave Maria, de Arcadelt, Laudate Pueri, de Mozart, e vários temas do folclore da Beira Baixa, com harmonizações do maestro Carlos Gama.(p. 169-173)
Em 1 de Outubro de 1986 foi agraciado com uma Medalha de Mérito Cultural e a Medalha da Cidade de Castelo Branco.

A partir de Janeiro de 1996 até Junho de 1997 com a regência do maestro Jorge Correia, houve uma introdução de novos estilos de obras musicais com músicas húngaras, israelitas, dos Beatles, e de Elvis-Presley. (p. 197-199) 

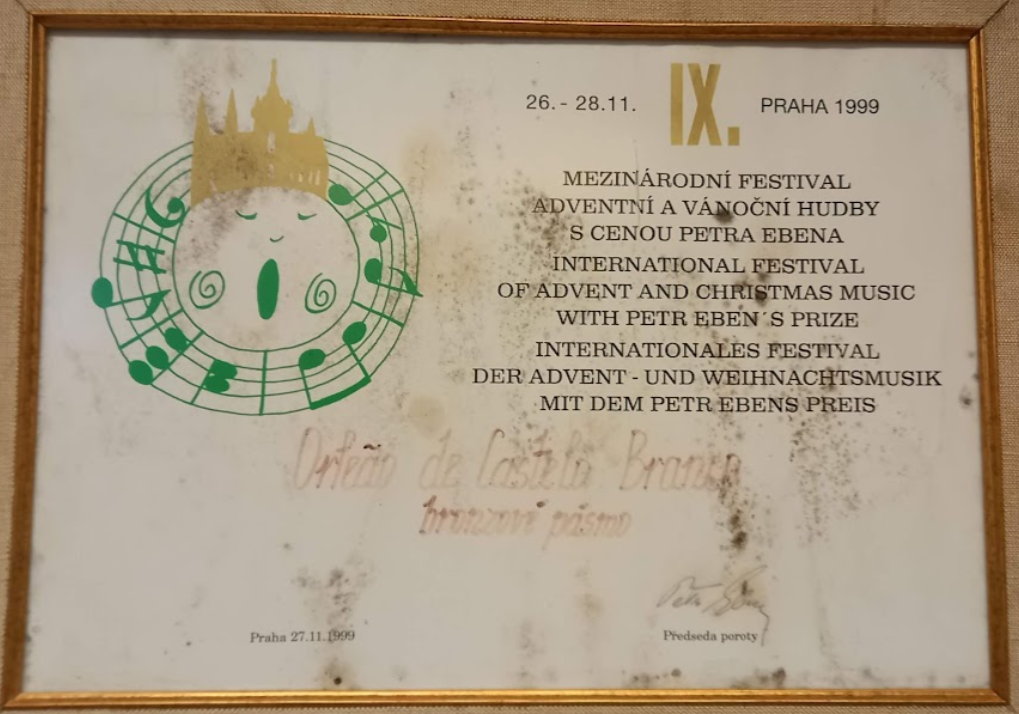
3º prémio conseguido no 9º Festival Internacional de Música do Advento e do Natal 1999 em Praga

A maestrina Ema Casteleira (p.203-204) inicia a sua regência em Setembro de 1997, tendo já uma formação musical bastante relevante. Ela própria tinha sido coralista no orfeão com apenas 13 anos em 1976.
em 17 de Abril de 1998 atuou juntamente com a OTA na Plaza Mayor em Plasencia, num intercâmbio cultural transfronteiriço entre as duas cidades.
Entre 26 a 28 de Novembro de 1999, cinquenta e dois elementos do orfeão deslocaram-se à Chéquia para participar no 9º Festival Internacional de música do Advento e do Natal em Praga, que entre a participação de meia centena de coros conseguiu uma menção honrosa e uma medalha de bronze pelo 3º lugar. (p. 210)

### 2000 - 2010
Durante o ano de 2007, o orfeão comemorou cinquenta anos de existência. Sendo em 2016 publicado um livro com um levantamento histórico do seu percurso.

A 27 de Maio de 2007, começaram as celebrações das bodas de ouro do Orfeão (p. 238-245), com uma sessão solene no Salão Nobre da Câmara Municipal. Houve intervenções da Presidente do Orfeão, Ana Maria Gordino, do Presidente da Câmara, Joaquim Morão, e de três maestros: Carlos Gama, Ema Casteleira, e o padre Horácio Nogueira que proferiu, de forma poética no salão nobre da Câmara Municipal: 
«... aquele fio de água que borbotou da nascente, quase invisível, há 50 anos, cirandou, cresceu, ganhou espaço, e assim se transformou num caudaloso rio que serpeia por entre rochedos e flores, ou seja, vencendo as dificuldades e espargindo os eflúvios da beleza.»
Em Junho, A celebração incluiu uma missa na Sé em memória dos orfeonistas falecidos, um jantar de convívio e um Concerto Coral-Sinfónico na Igreja de São José Operário, com a colaboração de músicos da ESART. Sob a direção de Ema Casteleira e José Carlos Oliveira, foram interpretadas obras de Michael Haydn, Mozart e Haendel, com a solista Ana Ester Neves. (p. 238-245)
A 30 de Junho de 2007, no âmbito das comemorações, realizou-se o 1.º Festival Internacional de Música Coral de Castelo Branco, que decorreu no Cine-Teatro Avenida e contou com a atuação de grupos corais de Portugal e Espanha.
Durante o Verão, houve uma das digressões mais prolongadas do Orfeão, sob a regência da maestrina Ema Casteleira (p. 238-244), pelo Brasil, a convite da Secretaria dos Assuntos Portugueses do Instituto Cultural Português em Porto Alegre. A digressão começou no dia 26 de Julho, na cidade de Porto Alegre, com a participação no I Encontro de Coros no Teatro Dante Barone, integrado nas comemorações dos 225 anos do povoamento açoriano no Estado do Rio Grande do Sul. No dia 27 de Julho, o Orfeão participou na III Mescla de Folclore de Estância Velha. No dia 28, apresentou-se no IV Festival Internacional de Coros em Portão. No dia 29, domingo, participou na missa da Catedral de São Luiz em Novo Hamburgo. A 1 de Agosto, em Nova Petrópolis, integrou o Encontro Internacional de Coros. A 3 de Agosto, participou no I Encontro Internacional de Coros na Cidade de Feliz. No dia 4, na cidade de Bom Princípio, marcou presença no 1º Festival Internacional de Coros. A digressão terminou no dia 5 de Agosto, na cidade de Canoas, com a participação num Festival Internacional de Coros integrado no 30º Aniversário do Coral da Universidade Luterana do Brasil (ULBRA).
A 20 de março de 2008, durante as comemorações do 237.º aniversário da cidade de Castelo Branco, após a sessão solene, a Câmara Municipal atribuiu as Medalhas de Ouro de Mérito Cultural da Cidade ao Orfeão e à OTA. Sendo o Orfeão representado pela presidente Ana Gordino e pela maestrina Ema Casteleira, receberam o prémio e os devidos reconhecimentos pelo trabalho e contribuições culturais do Orfeão em nome da cidade.

### 2010 - 2015
A 6 de Setembro de 2010, o orfeão iniciou trabalhos com o atual maestro Rui Barata após a saída da maestrina Ema Casteleira.

O maestro Rui Barata, Natural de Alcains, iniciou os estudos musicais aos sete anos e formou-se em Acordeão na Escola Superior de Artes Aplicadas do Instituto Politécnico de Castelo Branco. Sob a sua direção, o Orfeão tem apostado na diversidade de repertório e em projetos temáticos, destacando-se interpretações de Cânticos de Taizé e Espirituais Negros. A partir de 2014, o maestro Rui Barata, como parte da renovação do repertório do orfeão, exigência no que à qualidade vocal diz respeito, levou igualmente à organização de temas da música ibero-americana. (p.254) 

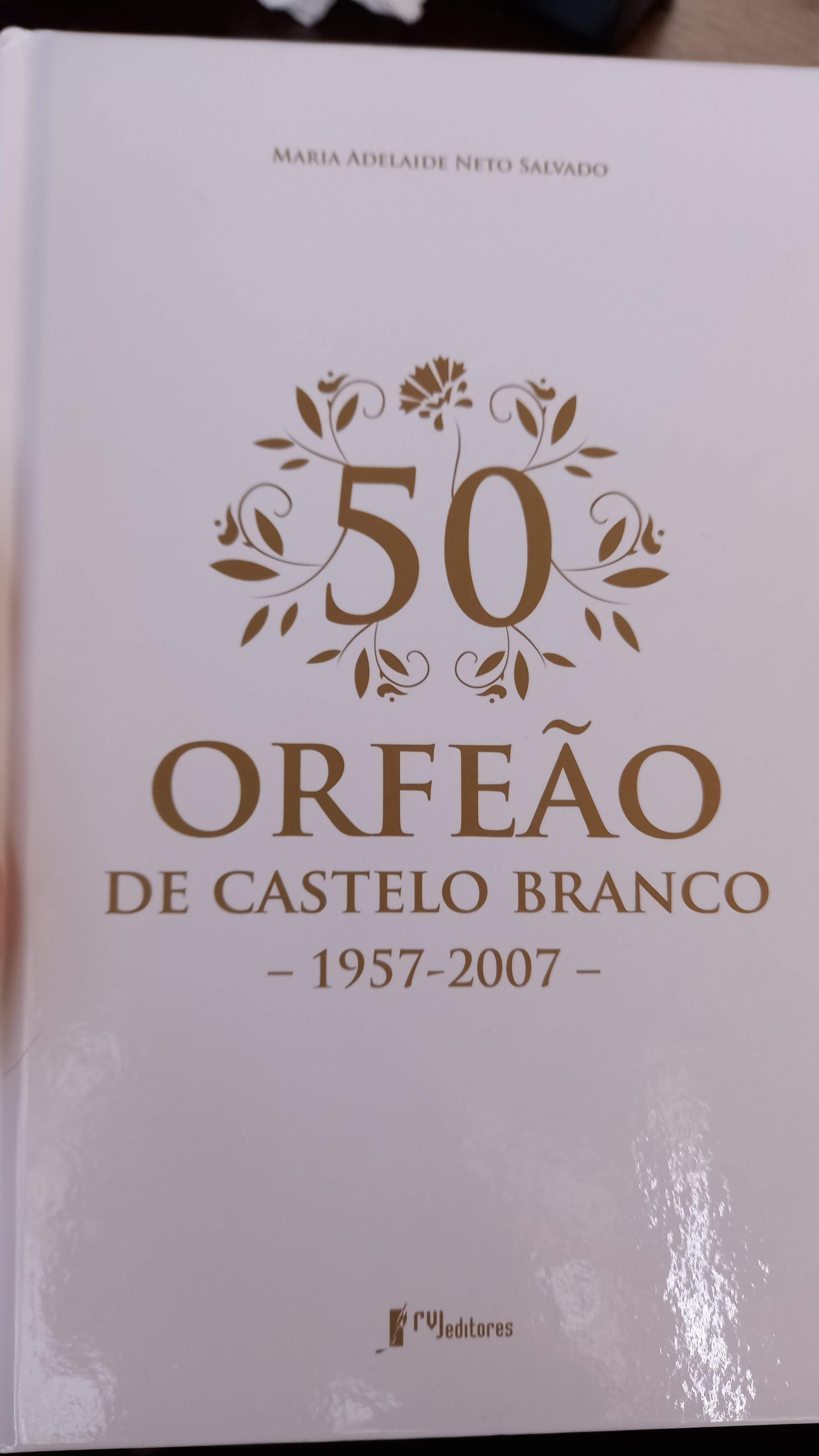
Maria Adelaide Neto Salvado. 50 Anos do Orfeão de Castelo Branco.

Em 2013 participou no evento Concerto da Amizade, no concelho de Oliveira do Bairro.

### 2015 - 2020
Em Janeiro de 2016, organizou um concerto como parte da visita de António Sampaio da Nóvoa à fábrica Centauro, em Castelo Branco, como parte da sua campanha presidencial.
Em 20 de Fevereiro desse ano foi publicado um livro sobre os primeiros cinquenta anos do orfeão  da autoria da geógrafa Maria Adelaide Neto Salvado. O livro fornece uma análise detalhada da história do Orfeão de Castelo Branco até 2007. No prefácio, a autora menciona que o espólio do Orfeão estava disperso entre antigos orfeonistas e direções anteriores, ou encontrava-se degradado. Para a sua investigação, entrevistou antigos membros, consultou arquivos e jornais regionais e analisou diversas recordações preservadas.
Também no ano corrente foi fundado o Orfeão InMezzo, «grupo coral que é constituído por orfeonistas mais jovens», por iniciativa do corpo gerente do Orfeão de Castelo Branco.
A 21 de Julho 2017 recebeu a medalha mérito, grau de ouro, da Junta de Freguesia de Castelo Branco, durante a 3ª gala da freguesia, que decorreu no Cine-Teatro Avenida. Prémio também recebido pela OTA por altura do 60º aniversário de ambos agrupamentos.
No final de 2017, foi publicada uma revista comemorativa intitulada "Orfeão de Castelo Branco - 10 anos em Revista (2007-2017)", celebrando uma década de atividades da instituição. Com apenas 25 páginas, a publicação reúne uma compilação de momentos marcantes, destacando a trajetória do Orfeão ao longo desses 10 anos. A revista inclui testemunhos de membros e colaboradores, referências a concertos significativos, temas e iniciativas culturais, homenagens a personalidades relevantes, cobertura da imprensa e conexões com outras entidades.
Em 2018 participou no evento Natal à nossa Beira na Covilhã e na Feira Intercultural de Penamacor, em 2019 nos Concertos de Outono em Seia.

### 2020 - 2024
Em 2022 no Festival Cantar em Liberdade Coros de Portugal - Rota do Associativismo. A 21 de Maio participou nas bodas episcopais de D. Augusto César, bispo emérito da diocese de Portalegre-Castelo Branco. Destaca-se a estreia do hino Caritas Urget da autoria do Pe. Ant. Cartageno. Em Dezembro desse ano, marcou presença num encontro de coros na localidade espanhola de Casar de Cáceres.
Em Dezembro de 2023 foi responsável pela animação musical durante a cerimónia de entrega do primeiro prémio em língua portuguesa a José Jorge Letria, na terceira edição do Prémio Internacional de Poesia António Salvado – Cidade de Castelo Branco, e foi um dos grupos convidados para o concerto de Natal na Igreja da Comporta, promovido pela autarquia de Alcácer do Sal.
Em Junho de 2023, anunciou que «Sem nunca esquecer as suas raízes beirãs, é desejo da direção do Orfeão de Castelo Branco, presidida por Manuel Daniel Martins, bem como do responsável técnico e artístico, o maestro Rui Barata, continuar a apostar na inovação e na qualidade deste coro albicastrense, que se deseja cada vez mais dinâmico e aumentado».

### 2024
A 30 de Maio de 2024 participou no concerto, no Cine-Teatro Avenida, integrado no 50º Aniversário do Conservatório Regional de Castelo Branco. Com a orquestra sinfónica do conservatório, dirigida pelo prof. Gonçalo Lourenço, interpretou a peça Hallelujah from Messiah, de G. Handel.
Em 22 de Junho de 2024 celebrou o seu 67º aniversário, com um concerto no Centro de Cultura Contemporânea de Castelo Branco, que contou também com atuações do grupo albicastrense Quinteto Vivace e o Coral Polifónica Agarimo de Vigo. A 20 de Julho recebeu uma das homenagens à colectividade durante o dia da freguesia de Castelo Branco.
O Orfeão de Castelo Branco conseguiu o diploma de prata na categoria de coros mistos. no 5º Festival Internacional de Coros da Beira Interior, que decorreu em 3 de Outubro no Fundão. As música levadas a concurso foram: Benedictus, parte da missa brevis de Jacob de Haan; Granada (Vox) de Agustín Lara; Milho verde de Zeca Afonso (Com arranjo de José Mário Branco').
Em Dezembro do mesmo ano, participou, em conjunto com outros grupos locais, do ciclo de concertos natalícios, organizado pelas Cordinhas da Beira Baixa, sob a direção do maestro Alexandre Pontes, realizado na região da Beira Baixa. O evento teve como objetivo promover o espírito natalício e valorizar as tradições musicais e culturais da região. O orfeão esteve em Proença-a-Nova, Penha Garcia e Penamacor.

## Testemunho do Padre Horácio Nogueira em 2004

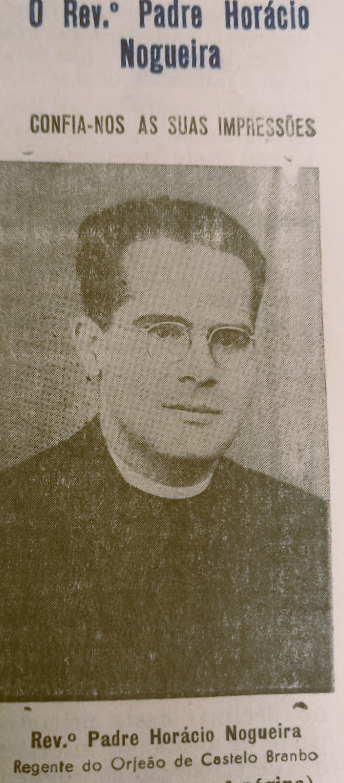
Padre Horácio Nogueira (1925-2017) 1º Regente do Orfeão. (Foto do jornal Reconquista de 1957)

Horácio Nogueira, padre, escritor, fundador e regente do orfeão, enviou um testemunho ao clube de Castelo Branco por ocasião da comemoração do centenário desta instituição cultural albicastrense, publicado no mesmo ano. Conta sua experiência escrita. (pág. 127-129)
"Rememorar é reviver, e reviver é gerir a Saudade"
Inicia assim um testemunho de 3 páginas que contém algumas memórias inéditas do orfeão. Agradecendo ao clube a experiência que teve em 1957 e 1958. Descreve, recorrendo a seus apontamentos antigos, que tinha obtido autorização da diocese, com entusiasmo do bispo, a 22 de Setembro de 1956, perante o convite do clube para organizar um orfeão.
Conta que entre os mais de 100 candidatos (homens) que apareceram na seleção a 3 de Dezembro de 1956, sendo necessário outra um mês mais tarde. A 21 de Janeiro de 1957 realizou-se o primeiro ensaio. Os ensaios eram 3 vezes por semana entre as 21h e as 24h. Descreve com eloquência como sentiu um ambiente de satisfação entre todos os orfeonistas e que cumpriam o que era esperados deles com grande pontualidade, empenho, regularidade e disciplina. A primeira demonstração aconteceu a 12 de Fevereiro de 1957 e causou grande impressão aos media locais. Havia muita azáfama no momento que precedeu o Sarau de estreia (primeiro espetáculo do orfeão e data de aniversário).
Dedica um capítulo à estreia do orfeão, cuja experiência não só ficou registada, mas marcou-o pessoalmente ao descrever as emoções das pessoas que assistiram ao espetáculo dos 73 orfeonistas, incluindo o maestro.
Após um concerto do orfeão no seminário de Alcains em 1958, onde o mesmo já tinha frequentado e organizado um grupo coral. Descreve de forma sentida, comparando com um trecho da vida São Francisco de Assis, o que sentiu ao receber um cartão anónimo: "Vindo de Alcains, como se houvesse ingerido um tónico de saúde, comecei a sentir-me bem-disposto e a saborear um pouco a «alegria de viver»". Termina o testemunho: "valeu a pena!"

## Gravações discográficas

### 1. Música "Clássica" e Música Folclórica da Beira Baixa(1991)
Lançado em 1991, o primeiro CD do orfeão(p.186), apresenta um repertório diversificado, incluindo peças clássicas e música folclórica da Beira Baixa, sobre a direção do maestro Carlos Gama. Acompanhamento musical pela Orquestra da Câmara (Castelo Branco) e no órgão, António Duarte. Teve como artistas convidados, Elsa Saque, Cristina Gonçalves, Fernando Serafim e José de Oliveira Lopes.
| Nº | Título                | Compositor         |
| -- | --------------------- | ------------------ |
| 1  | Aleluia, Aleluia      | G. F. Händel       |
| 2  | Requiem (Introito)    | Carlos Gama        |
| 3  | Factum Est Silentium  | Davide Perez       |
| 4  | Tenebrae Factae Sunt  | Davide Perez       |
| 5  | O Ma Joie (Salmo 121) | Michel Corboz      |
| 6  | A Tília               | Franz Schubert     |
| 7  | Coro dos Caçadores    | C. Weber           |
| 8  | La Montanara          | Tradição Alpina    |
| 9b | Senhora do Almotão    | de org. Portuguesa |
| 9a | Senhora da Graça      | de org. Portuguesa |
| 10 | Senhora das Dores     | de org. Portuguesa |
| 11 | Natal de Jesus        | de org. Portuguesa |
| 12 | José Embala o Menino  | de org. Portuguesa |
| 13 | Janeiras              | de org. Portuguesa |

O álbum foi produzido pela editora  Discotoni de Vila Cã, Pombal.

### 2. Os melhores coros da região centro (1997)
Em 1997, o Orfeão colaborou com outros coros da região na gravação de um CD de Natal, intitulado «Os Melhores Coros Amadores da Região 'Centro'» (p.199).  Este CD duplo faz parte de uma coletânea mais abrangente dedicada ao mesmo tema. Neste projeto, o Orfeão sob regência do maestro Jorge Correia, interpretou três temas tradicionais: «Trai-Trai», harmonizado por Manuel Faria, «Janeiras de Sobral do Campo» e «José Embala o Menino». O CD foi publicado pela Public-art, editora de Coimbra.

### 3. Harmonia de gerações (2006)
Lançado em 2006, próximo dos 50 anos do Orfeão (p.232), sob a regência da maestrina Ema Casteleiro, e com o apoio dos órgãos autárquicos locais, da revista Raia e do Ministério da Cultura. Teve como artista convidado o solista Simão Ferreira (antigo presidente do orfeão). Foi gravado no auditório da Escola Superior Agrária de Castelo Branco. O design da capa, baseado no bordado típico da região, é da autoria das designers e orfeonistas Marta Pereira e Ana Cardoso.
| Nº | Título                         | Compositor / Letrista / Arranjador                                               |
| -- | ------------------------------ | -------------------------------------------------------------------------------- |
| 1  | Chapéu Preto                   | Música e Letra: Arlindo de Carvalho // Arranjo: Luís Cipriano                    |
| 2  | En Noite tão Fria              | Música: Arlindo de Carvalho // Letra: Ana Rolão Abano // Arr.: José Manuel Nunes |
| 3  | Confusa, Perdida               | Popular // Fernando Lopes Graça                                                  |
| 4  | Do Varão nasceu a Vara         | Tradicional // Fernando Cardoso                                                  |
| 5  | Prece                          | Música: Arlindo de Carvalho // Letra: Ana Rolão Abano                            |
| 6  | My Lord, What a Mornin'        | Espiritual Negro // Arr.: Carlos Gama                                            |
| 7  | Can't Help Falling in Love     | Elvis Presley // Arr.: Jorge Correia                                             |
| 8  | Yesterday                      | John Lennon/Paul McCartney                                                       |
| 9  | Andrew Lloyd Webber in Concert | Arr.: Ed Lojeski                                                                 |

## Distinções e reconhecimentos
- 1 de Outubro de 1986 - Medalha de Mérito Cultural.[28]
- 1 de Outubro de 1986 - Medalha da Cidade de Castelo Branco.[4]
- 7 de Dezembro de 2007 - Diploma de Mérito Cultural. Concedido pelo Governo Civil de Castelo Branco.[33]
- 20 de Março de 2008 - Medalha de Ouro da Cidade de Castelo Branco.[33][34]
- 21 de Julho de 2017 - Medalha de Mérito, Grau de Ouro, 3ª edição da Gala da Freguesia de Castelo Branco.[39]
- 22 de Julho de 2024 - Homenagem à cidadania e às coletividades pela Junta de Freguesia.[48]

## Curiosidades

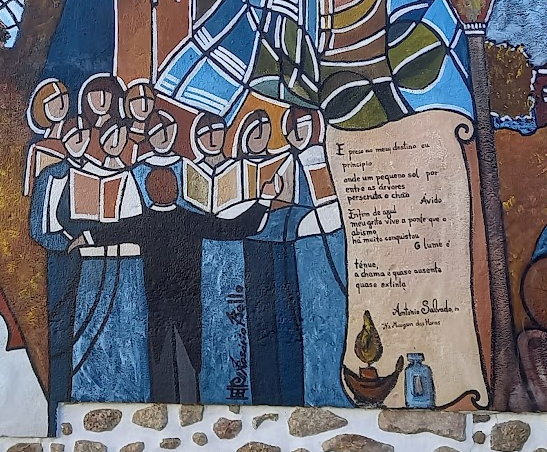
Detalhe do mural com o Orfeão

- Um dos murais em castelo branco na Rua D. Ega, alusivo à história da cidade, pintado em 2019 pela Artista Plástica, Rosária Bello, contém uma representação do orfeão de Castelo Branco ao lado de um poema de António Salvado.[54][55]
- Em Castelo Branco existe a Rua do Orfeão de Castelo Branco.
- Antes de ser criada página atual no FB em 2014. Durante o ano 2005-2011. O orfeão manteve uma página na blogosfera, que contém menção a parte da história e eventos do orfeão nesse período.
- A Orquestra Típica Albicastrense, também conhecida por OTA, fundada por Eugénia Lima, por meio do Centro Artístico Albicastrense, a par com a formação do Orfeão no contexto do antigo Círculo Cultural de Castelo Branco,
- Periodicamente o Orfeão participa nos aniversários do Clube de Castelo Branco. Ver Clube de Castelo Branco no Facebook.